# Cephaloziella pungens
Cephaloziella pungens là một loài rêu trong họ Cephaloziellaceae. Loài này được Stephani ex Fulford mô tả khoa học đầu tiên năm 1976.